# Andrea Baković
Andrea Baković (Zagreb, 13. svibnja 1964.) je hrvatska kazališna, televizijska i filmska glumica.

## Filmografija

### Televizijske uloge
- "Zauvijek susjedi" kao prostitutka (2007.)
- "Zabranjena ljubav" kao referentica (2005.)
- "Večernja zvona" kao Matkova sekretarica (1988.)
- "Putovanje u Vučjak" kao Rezika (1986.)
- "Lažeš, Melita" kao konobarica (1984.)
- "Nepokoreni grad" (1982.)

### Filmske uloge
- "Šesti autobus" kao Dragana (2022.)
- "Nebo, sateliti" kao pjevačica (2000.)
- "Crvena prašina" kao blagajnica u ciglani (1999.)
- "Isprani" (1995.)
- "Vrijeme za..." kao Duška (1993.)
- "Oficir s ružom" kao tajnica Ljerka (1987.)
- "Medeni mjesec" (1983.)

### Sinkronizacija
- "Smrdljivko i Prljavko" (Novi Mediji sink.) (2021.)
- "Odred za čuda" (Novi Mediji sink.) (2021.-2022.)
- "Dino Dana" (2019.)
- "Moj Mali Poni Film" kao Roza Slatki (2017.)
- "Moj mali poni: Prijateljstvo je čarolija" (Novi Mediji sink.) (2015.)
- "Bajka o posljednjem Jednorogu" kao mama Fortuna i Molly Grue (Novi Mediji sink.)
- "Snježna kraljica" kao Snježna kraljica, baka, susjeda, Kaieva majka, Gerdina majka, rijeka, stara vila, Karana, pilić, golubica, zečica, laponka i čuhonka (Novi Mediji sink.)
- "Miffy" (Novi Mediji sink.)
- "Mali anđeli" kao Danijel i zlatni anđeo (Novi Mediji sink.)
- "Gradski heroji" (Novi Mediji sink.)
- "Tip i Tipi" (Novi Mediji sink.)
- "Vatrogasac Sam" - verzija iz 2011. (Novi Mediji sink.)
- "Graditelj Bob" (Novi Mediji sink.)
- "Lijeni grad" kao raspjevana Stephanie Meanswell

## Vanjske poveznice
- Andrea Baković u internetskoj bazi filmova IMDb-u (engl.)
- Film.hr  Arhivirana inačica izvorne stranice od 11. lipnja 2007. (Wayback Machine)